# 越前大仏

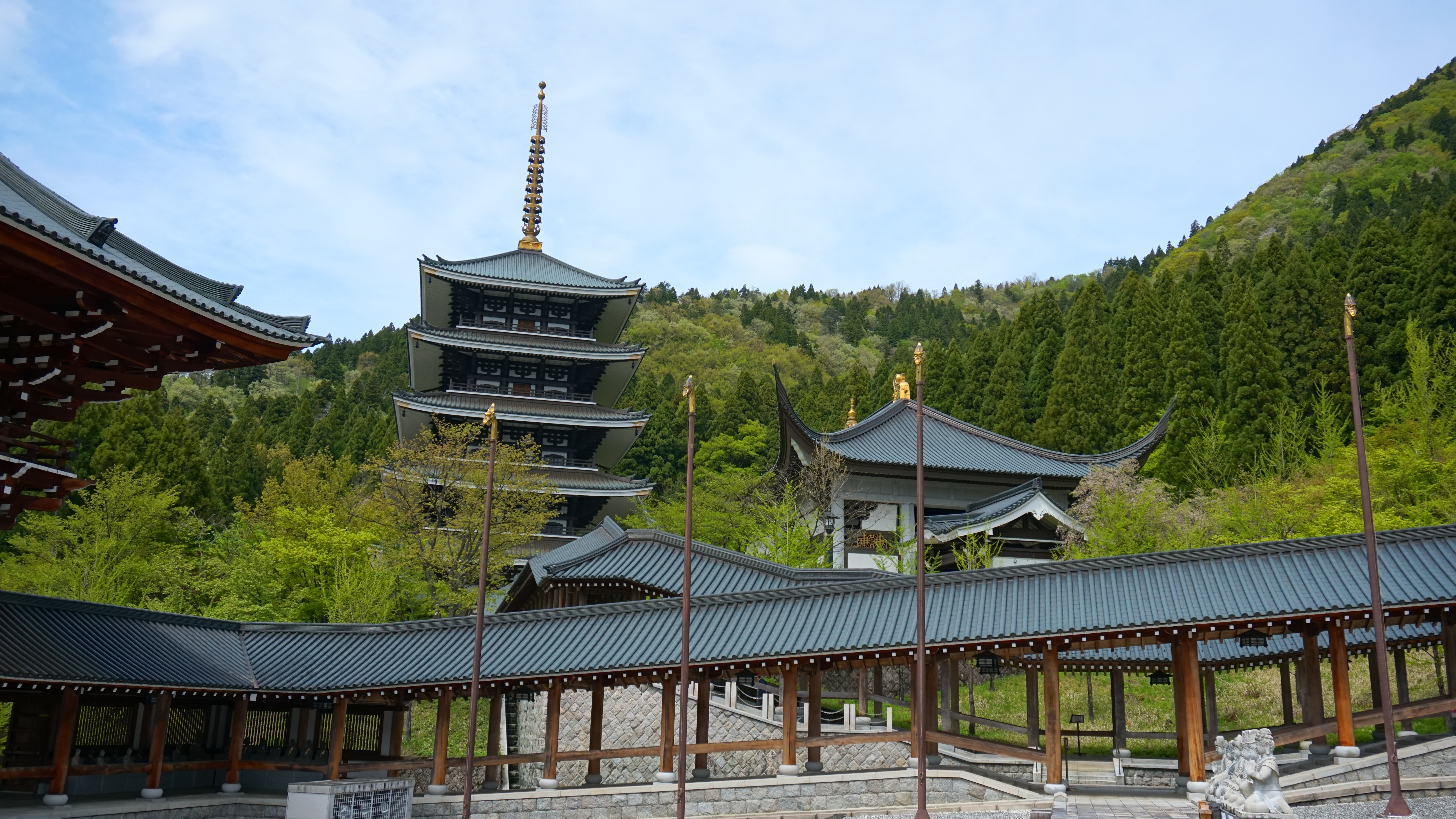
清大寺五重塔と九龍殿

越前大仏（えちぜんだいぶつ）は、福井県勝山市の臨済宗妙心寺派の寺院、大師山清大寺にある大仏である。出世大仏ともいう。1987年に実業家多田清により観光施設として創建、2002年に宗教法人認可。

## 特徴
毘盧舎那如来の大仏。中華人民共和国洛陽市にある龍門奉先寺座像をモデルにしている。像高は17.0m。

## 建立の経緯
地元出身の実業家、相互タクシーの創業者多田清の手により建立され、1987年（昭和62年）5月28日に開眼供養。
大師山清大寺は、当初観光目的の寺院であったが、2002年（平成14年）12月20日に臨済宗妙心寺派の寺院となり宗教法人となる。当初、宗教法人にしなかったのは、勝山市に固定資産税等の税金を納めたかったためであると言われている。拝観料は当初、大人は3000円であり、その後2500円、1000円を経て、現在（2020年4月現在）は500円にまで下がっている。
参詣者数は当初から伸び悩み、「門前町」と称する土産物店街は現在一軒のみ。1996年から納税が困難になり、2002年と2004年より土地、建物を勝山市が管理するようになった。大仏と大仏殿は清大寺が管理し、敷地内の土地や五重塔などの建物は公売に出されたが、2007年以降、計9回の公売がすべて不調に終わり、買い手は見つからなかった。
2018年に勝山市は滞納市税約40億円を民間の債権放棄に相当する不納欠損処理を決定した。これにより寺が持つ土地、建物の差押物件はなくなった。
2021年頃から勝山市のDMOが海外向けにマーケティングした結果、2024年の訪問者数は前年比24倍を記録した。

## 伽藍
- 五重塔 - 日本でも最大規模の五重塔であり、鉄筋コンクリート造りとしても最大の五重塔である。
- 金堂 - 東大寺大仏殿を模して造られ、本尊を祀る。
- 南大門 - 東大寺南大門を模して造られ、その規模は同程度。
- 中門
- 庭園 - 回遊式の和風庭園。庭園内には全国から集められた石や灯籠（灯篭）がある。

## 所在地
福井県勝山市片瀬50字

## その他
- 福井テレビ製作、「俵太の達者でござる」のエンディングにも登場。
- 繁忙期は当寺院の駐車場が恐竜博物館来館者用に開放され、同館まで送迎バスが運行される。

## 交通アクセス
えちぜん鉄道勝山永平寺線勝山駅下車。勝山駅より勝山市コミュニティバス「ぐるりん」南部方面、勝山市乗合タクシー平泉寺線、勝山市内観光バス「ダイナゴン」勝山駅-平泉寺ラインで約10分。